# Architettura coloniale italiana nel Rio Grande do Sul

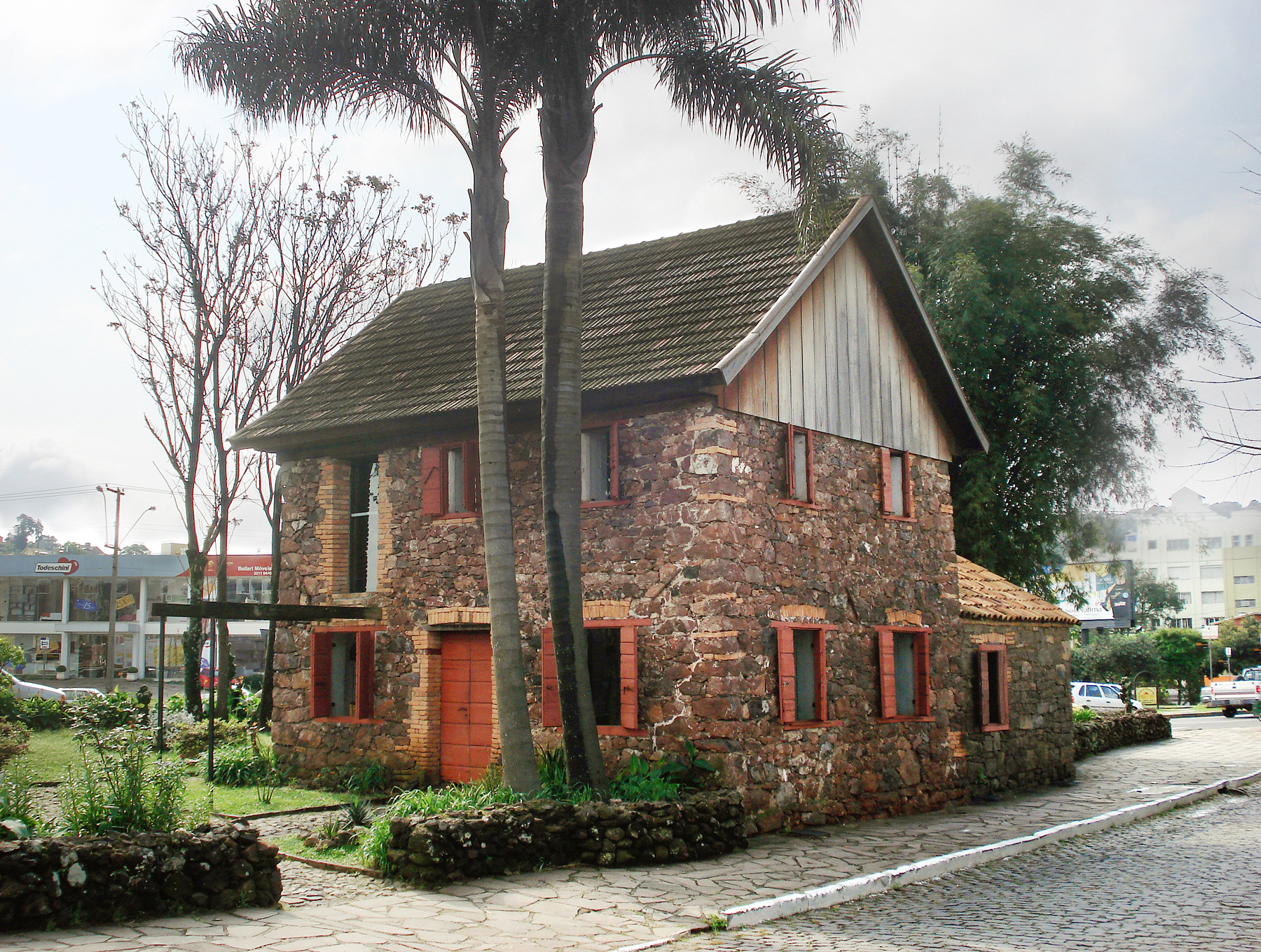
Museo "Casa di pietra" a Caxias do Sul, ospitato in una residenza rurale della fine del XIX secolo.

L'architettura coloniale italiana nel Rio Grande do Sul è un contesto culturale sviluppatosi nella regione del Rio Grande do Sul, in Brasile, durante la grande immigrazione italiana avvenuta tra il 1875 e gli anni 1960. Essa rappresenta oggi un retaggio di grande importanza architettonica, storica e culturale. Inizialmente destinata a soddisfare le urgenti necessità di un riparo nel contesto della difficile colonizzazione della Serra Gaucha, e quindi essendo impermanente e precario, l'architettura vernacolare sviluppata nella regione si è presto evoluta e diversificata, acquisendo statura e durata. La sua estetica originale sotto molti aspetti, e nel suo periodo di massimo splendore, che si svolge tra l'inizio del XX secolo e intorno agli anni '40, era associata a questioni di identità culturale e status sociale.
Le sue caratteristiche hanno variazioni geografiche, tipologiche e cronologiche, ma in generale questa architettura è definita dalla semplicità delle sue forme, dall'originalità del suo uso dei materiali, dalle soluzioni creative strutturali e decorative, dalla solidità della costruzione - che può essere fatta di legno o pietra - l'aspetto austero e dignitoso e l'inserimento armonioso nel paesaggio. Chiese e cappelle erano le categorie più ornamentali e grandiose, essendo i destinatari del meglio del loro patrimonio artistico. L'importanza dell'architettura coloniale italiana nel Rio Grande do Sul è stata riconosciuta solo in tempi successivi dai ricercatori e dal pubblico in generale. Di conseguenza, la maggior parte degli edifici del periodo in questione è scomparso sotto l'onda del progresso e dell'acculturazione dalla seconda metà del ventesimo secolo in poi, perdendo in questo processo una collezione che ha disegnato il volto di molte comunità italianizzate, definendo gran parte delle loro radici e la loro identità collettiva, e hanno spiegato visivamente la loro evoluzione sociale, economica, politica e culturale. Da qui il suo valore inestimabile come patrimonio culturale. La consapevolezza di questo valore per la conoscenza della storia regionale e delle origini della comunità, nonché per rafforzare il senso di identità, appartenenza e cittadinanza tra gli eredi di ciò che resta di questo retaggio, emerse lentamente tra i discendenti di immigrati, accademie, associazioni ed amministrazioni pubbliche, iniziando a sviluppare vari piani per il recupero, la conservazione, lo studio e la diffusione degli esempi architettonici sopravvissuti, cercando di inserirli positivamente nella vita contemporanea.

## Contesto storico dell'immigrazione
L'immigrazione italiana in Brasile è avvenuta a seguito di un programma governativo per l'insediamento e la crescita economica delle aree non occupate e come parte di una concomitante strategia sociale di sbiancamento della popolazione brasiliana con l'introduzione di elementi caucasici. Allo stesso tempo, il movimento abolizionista stava guadagnando slancio e divenne evidente che la schiavitù in Brasile era di breve durata, uno scenario che offriva prospettive difficili per quanto riguarda l'offerta di manodopera a basso costo, specialmente per le piantagioni (il caffè all'epoca era una delle principali attività economiche del paese). L'importazione della manodopera libera apparve quindi come una via ragionevole per uscire dall'imminente crisi e, secondo Trento, fu in effetti uno dei fattori che rese possibile l'effettiva abolizione della schiavitù anni dopo. Per coincidenza storica, all'epoca l'Italia stava affrontando la propria crisi: con un conglomerato di piccoli regni unificati da poco, l'Italia stava attraversando un arduo processo di adattamento a una nuova realtà sociale, con una base economica fortemente indebolita. L'agricoltura italiana era in declino, mentre la fame e la povertà erano dilaganti, aggravate dal sovraffollamento, mentre il sistema politico oligarchico e l'oppressione delle classi inferiori erano ancora esistenti, seppure con nuova veste. Migliaia di braccia non riuscivano più a trovare lavoro e la soluzione era cercarla da qualche parte: dal 1875 l'emigrazione italiana verso le terre brasiliane divenne così un fenomeno su larga scala, tanto che tra il 1875 e il 1888 circa un milione di italiani entrarono nel paese. L'ondata proseguì fino al secondo decennio del XX secolo, per un totale di circa 1,5 milioni di persone, il 70% delle quali rimase nella zona di San Paolo. In questo contingente, circa 75.000 persone andarono verso il Rio Grande do Sul fino al 1914, quando il ciclo di immigrazione si completò per la maggior parte.
La colonizzazione pianificata nel Rio Grande do Sul era perantro già iniziata all'inizio del XIX secolo con immigrati germanici, che si insediarono nella regione settentrionale di Porto Alegre, ma i problemi con i contratti di immigrazione portarono la Provincia a riformulare i suoi piani nel 1875. La società responsabile, la Companhia Caetano Pinto & Irmãos e Holtzweissig & Cia, furono rimossi e il programma di colonizzazione fu restituito al governo imperiale, intensificando l'arrivo degli italiani. Dopo una traversata oceanica in cattive condizioni, gli italiani arrivavano a Porto Alegre per poi essere inviati a São Sebastião do Caí, da dove infine giungevano alla loro destinazione finale sulla cima della Serra Gaúcha, nelle colonie Conde D'Eu, D. Isabel, Fundos de Nova Palmira e Silveira Martins, che divenne il nucleo iniziale dell'insediamento italiano nello stato.

## Evoluzione e caratteristiche generali dell'architettura coloniale italiana

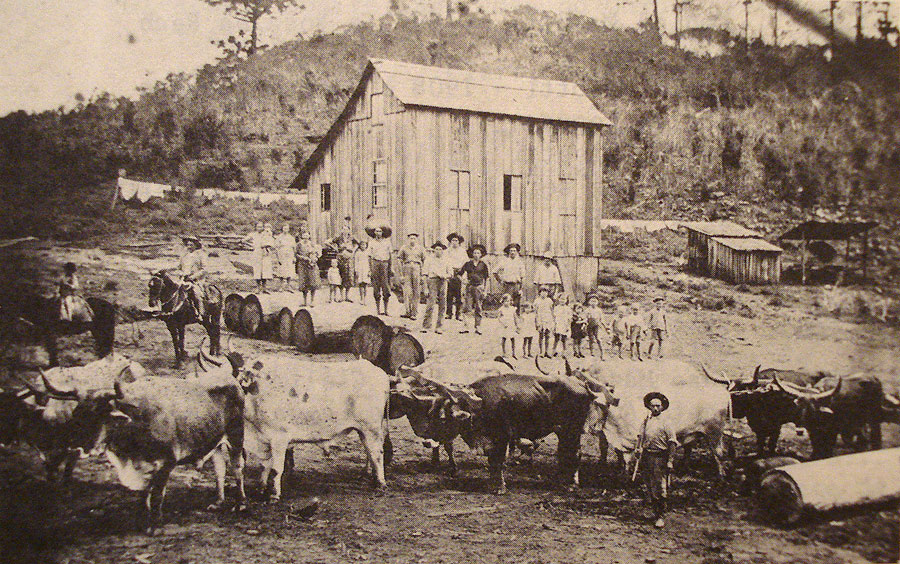
Casa Italo Massotti, Caxias do Sul, fine del XIX secolo, esemplare della prima fase.

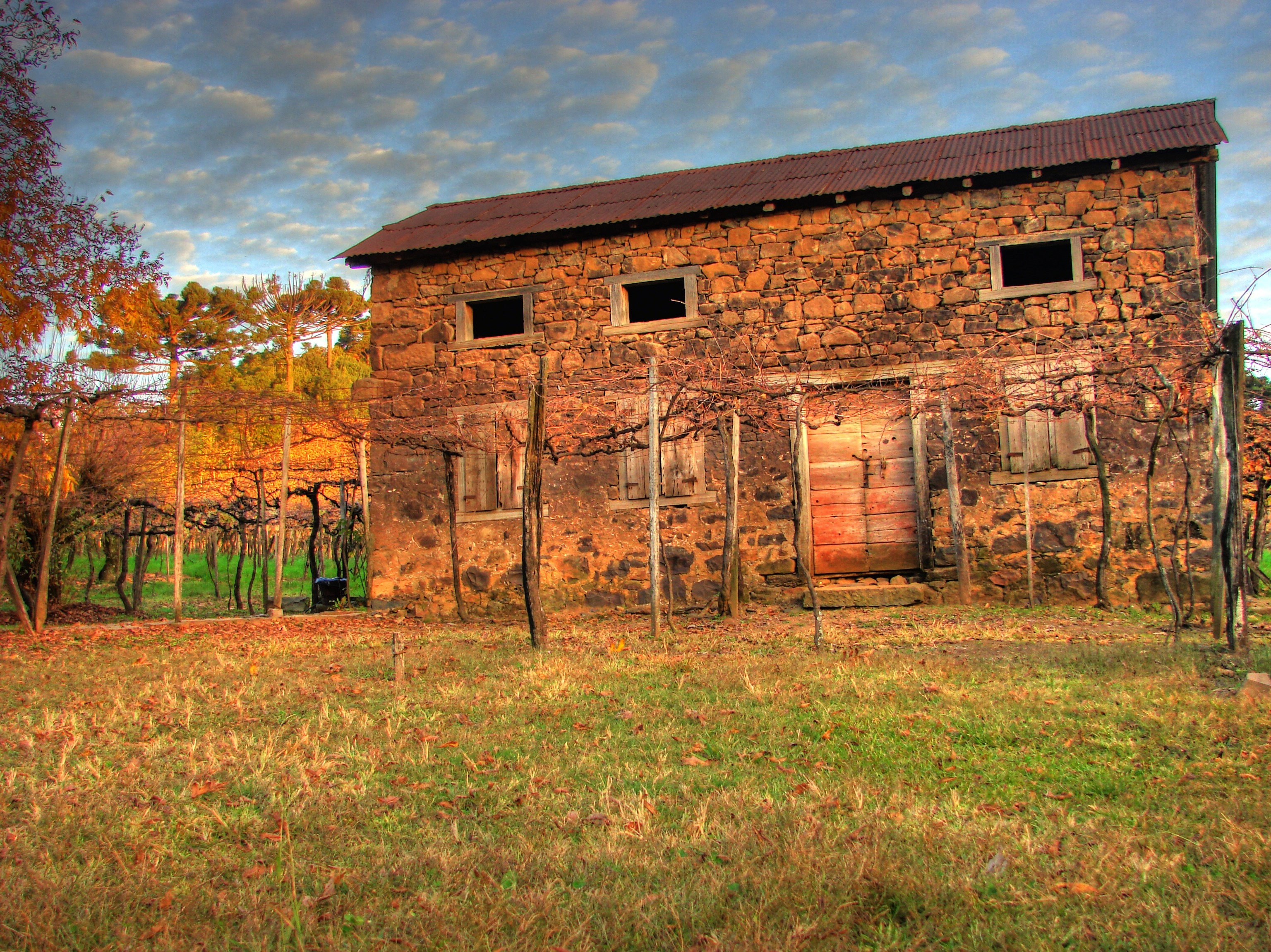
Strapazzon House, Bento Gonçalves, circa 1880, esemplare della seconda fase.

La prima dimora del colono sulle montagne era di solito una baracca di legno, una dimora collettiva in cui tutti i nuovi arrivati erano riuniti fino alla distribuzione della terra. Gli immigrati ricevevano quindi un appezzamento relativamente piccolo di 25 ettari, che avrebbero rimborsato al governo brasiliano dopo una certa scadenza. Nel frattempo, ricevevano un titolo provvisorio di proprietà, ratificato alla fine del pagamento. All'inizio l'economia sviluppata era precaria, chiaramente orientata alla sussistenza, poiché i coloni potevano contare solo su un supporto ufficiale molto limitato, e quindi dovevano vivere da soli.
In questa terra, ancora in gran parte selvaggia e coperta da una fitta foresta di araucaria, la famiglia immigrata si costruiva un riparo di fortuna, ma appena possibile edificava qualcosa di meglio, come casupole di circa 4 x 6 m, con una o due finestre, una porta, coperta di tegole di legno (scandole), e che poteva servire per tutto, dagli alloggi allo stoccaggio, fino a quando la proprietà non veniva meglio organizzata, iniziando a guadagnare qualcosa. L'espansione dei miglioramenti seguì un ritmo naturale, in base alle esigenze e utilizzando i materiali disponibili nella regione, in particolare la pietra e il legno, meno spesso i mattoni di argilla fatti a mano, che presto divennero più comuni con la fondazione di diverse aziende di ceramiche. Poi vennero la mensa, la stalla, i magazzini, il porcile, il forno, una cucina separata, la latrina e altre strutture. L'uso crescente di mattoni rese possibile la costruzione e diffusione delle cucine, in edifici in legno solitamente separati dall'abitazione per evitare il rischio di incendi, che potrebbero essere aggiunti al corpo della casa principale.
Le case a due piani erano più comuni, una delle quali a forma di soffitta, a volte con un seminterrato che aveva molteplici usi, che fungeva da magazzino, mensa e laboratorio. All'inizio le case a tre o quattro piani erano rare, ma man mano che le colonie si arricchivano, diventarono anche comuni. Il piano principale era costituito da camere da letto e una stanza di varie dimensioni, che negli esempi più poveri si riduceva ad un ampio corridoio che collegava solo le altre stanze. L'attico poteva avere camere da letto o fungere da magazzino. La cucina, attaccata alla casa o chiaramente separata, ha sempre avuto la tendenza ad essere uno spazio indipendente.
Con maggior spazio disponibile, le abitudini di costruzione differivano da quelle originariamente praticate in Italia. Lì gli abitanti vivevano in piccoli villaggi e andavano a lavorare nei campi circostanti, e le loro residenze includevano depositi e rifugi per animali in un unico blocco. Invece in Brasile, ad eccezione del quartier generale colonizzatore sviluppatosi in città, la vita rurale è stata organizzata in proprietà unifamiliari più o meno autosufficienti con ville distanti, che avevano la maggior parte dei loro miglioramenti chiaramente separati nello spazio.
Sebbene fossero principalmente agricoltori, molti coloni avevano conoscenze in vari mestieri, come fabbro, pietra, falegnameria, che ha facilitato la loro installazione. Portarono con loro anche un significativo patrimonio architettonico, che, adattato al contesto trovato in Brasile, con attrezzature scarse e primitive e i materiali disponibili, generarono, secondo Filippon & Meneguz, un'architettura unica che aveva i suoi più alti valori nel razionalismo e nella praticità. Secondo Posenato, nessun ciclo architettonico brasiliano ha mostrato una tale varietà di soluzioni come l'architettura coloniale italiana.
Posenato ha anche offerto uno schema cronologico del processo di evoluzione di questa architettura, identificando diverse fasi:
- Il primo è caratterizzato dalla natura temporanea degli edifici durante il primo decennio dopo l'arrivo, quando la sopravvivenza era in primo piano e l'architettura ha ricevuto un'attenzione minima. La prima installazione nel campo è stato dato a rifugi temporanei fatti di tronchi cavi, tende di panno o capanne di rami e fango ricoperti di paglia. Stabiliti, i coloni iniziarono a costruire alloggi leggermente migliori, con muri di pietra grezza o legno grossomente incrinato e ricoperti di scandole.[11]

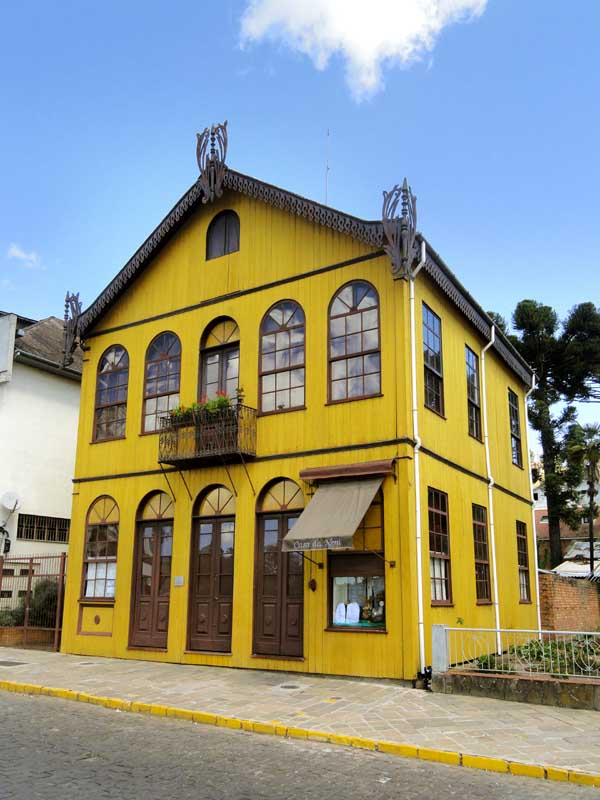
Casa Antonio Bocchese, Antonio Prado, 1910, terza fase

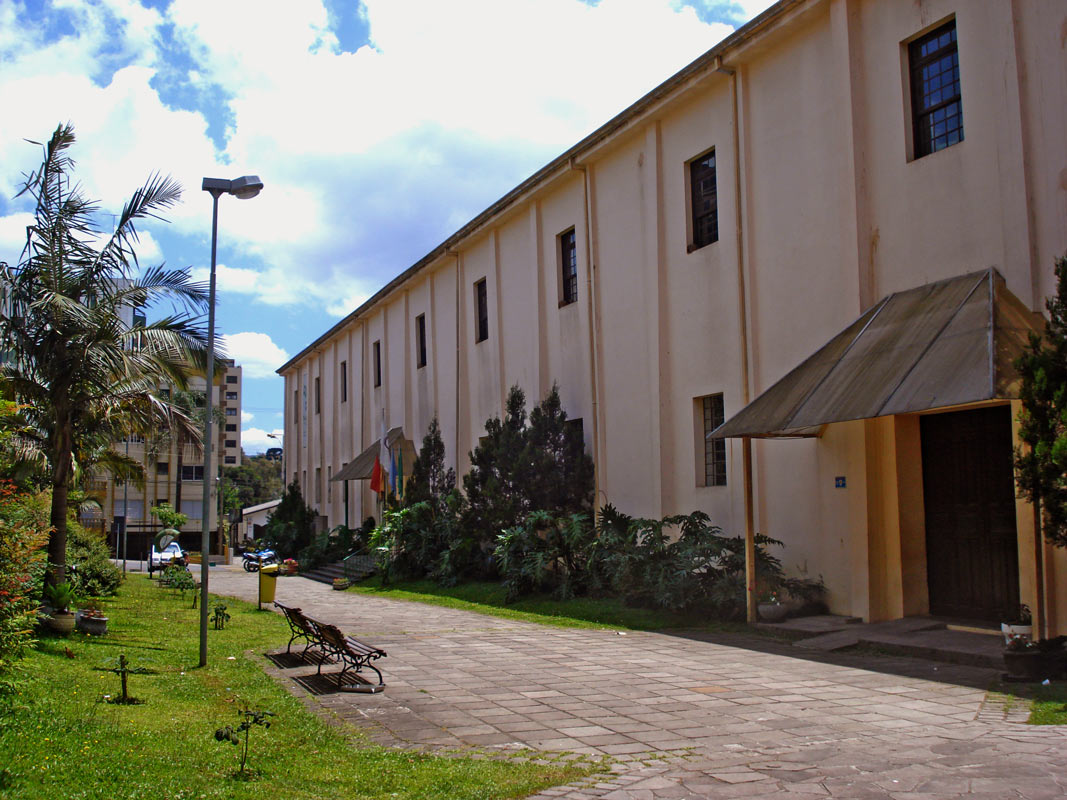
L'antica Cantina Antunes, a Caxias do Sul, oggi centro culturale.

- La seconda fase corrisponde al periodo di inizio della costruzione di edifici intesi come permanenti, quando la proprietà era già stabilizzata e forniva sufficiente sostentamento. Le dimensioni della casa aumentarono, ma non c'erano ancora i vetri delle finestre, la stragrande maggioranza dei materiali erano fatti a mano e la spogliatura plastica era il punto chiave.[11]
- La terza fase è nata dal fiorire economico della regione, dopo circa due decenni, quando le proprietà fornivano già uno standard di vita molto confortevole per i suoi abitanti, che ora usavano l'architettura come mezzo di identità e affermazione culturale. I piani delle case vengono moltiplicati su quattro livelli e vengono introdotti alcuni materiali industrializzati, come vetro e piastrelle in ferro zincato o argilla. L'espressione rimane austera, ma c'è già preoccupazione per alcuni ornamenti, generalmente discreti ma molto vari. Gli edifici, se pur semplici plasticamente, nella struttura rivelano audacia e, alcuni, grande raffinatezza e immaginazione nella concezione formale.[11] Allo stesso tempo, formano i tipi industriali eminentemente, di cui la più nota erano le mense, che ha esaminato la più grande prodotto regionale agli inizi del XX secolo: l'uva. Molti avevano vaste proporzioni e apportavano originalità nelle loro soluzioni compositive e strutturali, soddisfacendo le esigenze del contesto locale.[12]
- Nel tardo periodo del ciclo architettonico, dagli anni 1940 fino alla fine degli anni 1960, fu osservata la progressiva acculturazione del linguaggio architettonico nel contesto brasiliano, predominando l'uso di materiali industriali e persino il rifiuto volontario di vecchi standard. La fase ha riflesso il passaggio dal sistema economico familiare autosufficiente alla moderna diversificazione e industrializzazione, con l'esodo rurale in atto e concentrando la popolazione principalmente sui centri urbani. In questo contesto, la casa diminuì di dimensioni e non fu più un'immagine simbolica del successo della famiglia di fronte a un ambiente inospitale, come rappresentava prima, e divenne un luogo di residenza.[11]

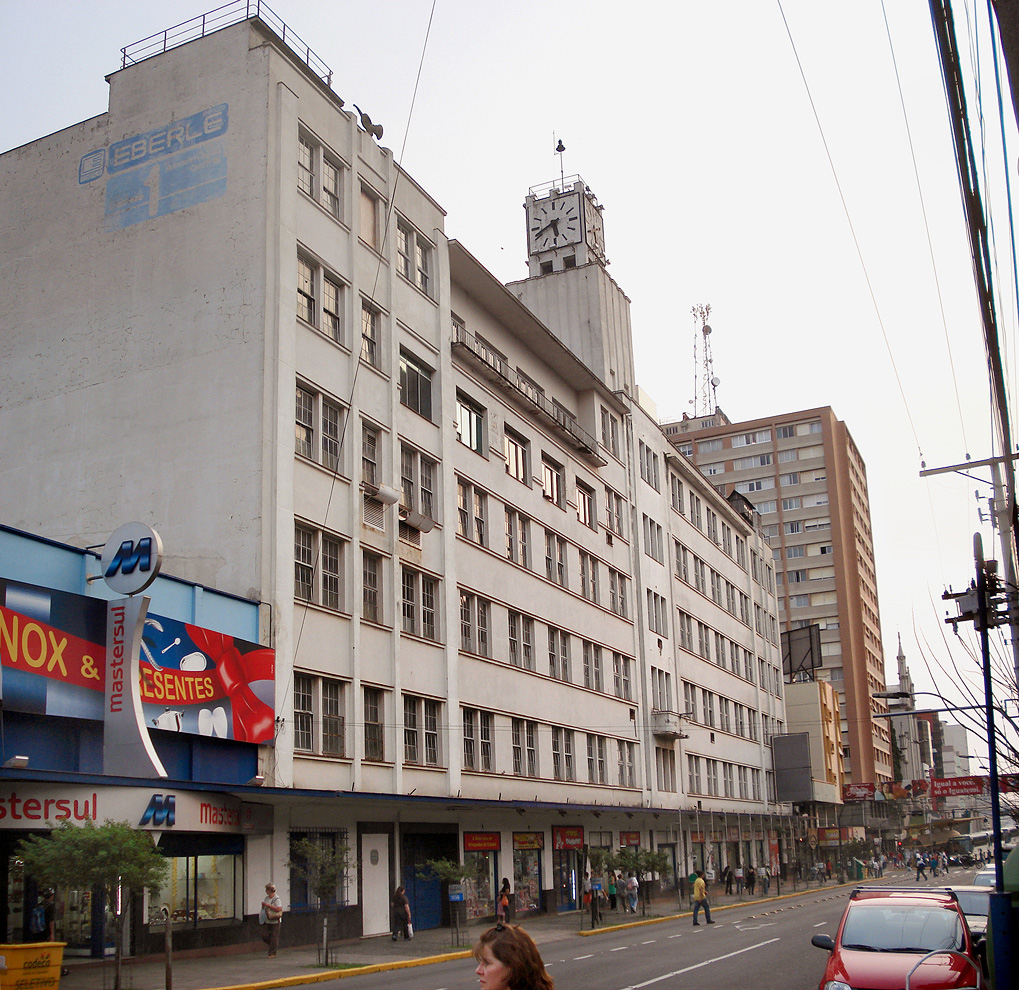
La fonderia metallurgica Abramo Eberle a Caxias do Sul, grande esempio di edificio industriale in fase di ammodernamento, in stile Decò. È un edificio storico.

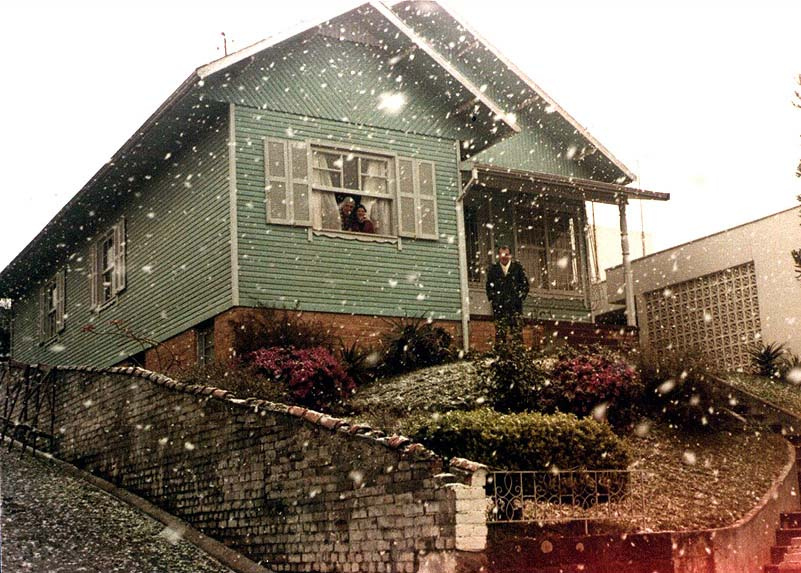
Casa Alcides Longhi a Caxias do Sul, circa 1956, sotto la neve. Quarta fase

È anche degno di nota il fatto che un fattore importante per la trasformazione del linguaggio architettonico dagli anni 1940 fu la grande repressione che la cultura regionale della matrice italiana subì durante il governo di Getúlio Vargas, che in nome della formazione di un'omogenea e "autentica" brasilianità, era preoccupato di sradicare le koinè culturali, come quelle formate nelle città coloniali italiane, che fino ad allora, pur rispettando generalmente le leggi locali e gli ordini del governo, e perfino essendo lodate per esso, erano rimaste culturalmente piuttosto refrattarie all'assorbimento delle usanze luso-brasiliane, essendo gli immigrati orgogliosi del proprio passato millenario e dei propri successi materiali espressivi in pochi anni nella nuova terra. Da questa repressione nacque una repulsione degli stessi locali per preservare le loro tradizioni, con evidenti riflessi per l'architettura, perdendo l'interesse a preservare il patrimonio architettonico vernacolare, distruggendo innumerevoli esempi di alto valore e cercando da lì di emulare il modelli omogenei e internazionali che erano in voga, come gli stili Deco e Modernisti, di cui il resto del Brasile a metà del XX secolo era già pieno, affermando persino nel discorso ufficiale la "brasilianità".
Inoltre, in questa ondata di rapidi cambiamenti culturali sono comparsi edifici prefabbricati prodotti in serie, come quello di Alcides Longhi, illustrato a fianco, che presentava modelli di piante di base e offriva la possibilità di alcuni adattamenti alla variabilità del terreno o al gusto dei clienti che potevano scegliere, ad esempio, il numero di camere da letto (di solito due o tre) e il tipo di dettagli decorativi di balconi, ringhiere o cornici di aperture. Questi modelli sono diventati popolari tra le classi più modeste per il loro costo relativamente basso e un ragionevole comfort, e hanno anche caratterizzato un periodo in cui i centri urbani si stavano rapidamente addensando con l'esodo rurale e l'esplosione della popolazione, creando problemi abitativi e infrastrutturali, e le prime favelas che compaiono nei centri più grandi, come Caxias do Sul, il più grande polo della colonizzazione italiana nel Rio Grande do Sul. Nel periodo di ammodernamento compaiono anche edifici di industrie manifatturiere, metallurgiche e di altro tipo, nonché banche, club e istituzioni in gran numero nei centri urbani, con stili integrati con le grandi correnti architettoniche in vigore in Brasile, e spesso lasciando grandi esempi e gusto raffinato.
Sempre secondo Posenato, la tipica architettura coloniale italiana presenta le seguenti caratteristiche essenziali:
- Base essenzialmente artigianale, con uso esclusivo della manodopera gratuita. Anche con il progresso dell'industrializzazione nel corso degli anni, le tecniche artigianali sono rimaste predominanti.
- Diversità di soluzioni e grande adattabilità all'ambiente, senza creare stereotipi di edifici rigidi.
- Linguaggio proprio, rivelato in un'espressione plastica originale e creativa, preservando sempre una notevole semplicità dei mezzi
- Utilizzo di materiali nativi trovati nelle immediate vicinanze, con grande indipendenza dalle risorse industrializzate. Le cattive condizioni stradali hanno reso difficile la circolazione di merci e materiali da costruzione anche tra le proprietà vicine. Materiali industriali, come piastrelle e mattoni, ornamenti in ferro e vetro, furono introdotti solo in seguito. Il ferro battuto, tuttavia, era presente sin dall'inizio, soprattutto sotto forma di chiodi.
- Capacità di offrire comfort con risorse limitate sfruttando i materiali disponibili
- Inserimento armonioso nel paesaggio naturale.

Tipicamente, l'architettura coloniale nelle campagne era strutturata nel seguente complesso:
- Una casa, che rappresenta il volume principale della proprietà, sia nelle sue proporzioni che nell'elaborazione della sua elaborazione. Di solito composto da più di un piano: un seminterrato per attività produttive, un livello residenziale e un attico per lo stoccaggio del grano, possibilmente con spazio per dormitori extra.
- Una cucina indipendente, collegata alla casa da una galleria coperta o come volume attaccato, per ridurre al minimo il rischio di incendio.
- Strutture di supporto come spazi per lavanderia, ripostiglio, bagno e forno.
- Installazioni complementari sotto forma di rifugi per animali, depositi per produzione agricola, foraggio, attrezzature e legna da ardere.

Nei centri urbani, senza la necessità di una struttura produttiva di supporto e di piccoli appezzamenti, la costruzione era limitata alla residenza, che poteva essere abbastanza elaborata, ma con strutture secondarie ridotte al minimo.

## Principali tipologie

### Materiali

#### Pietra

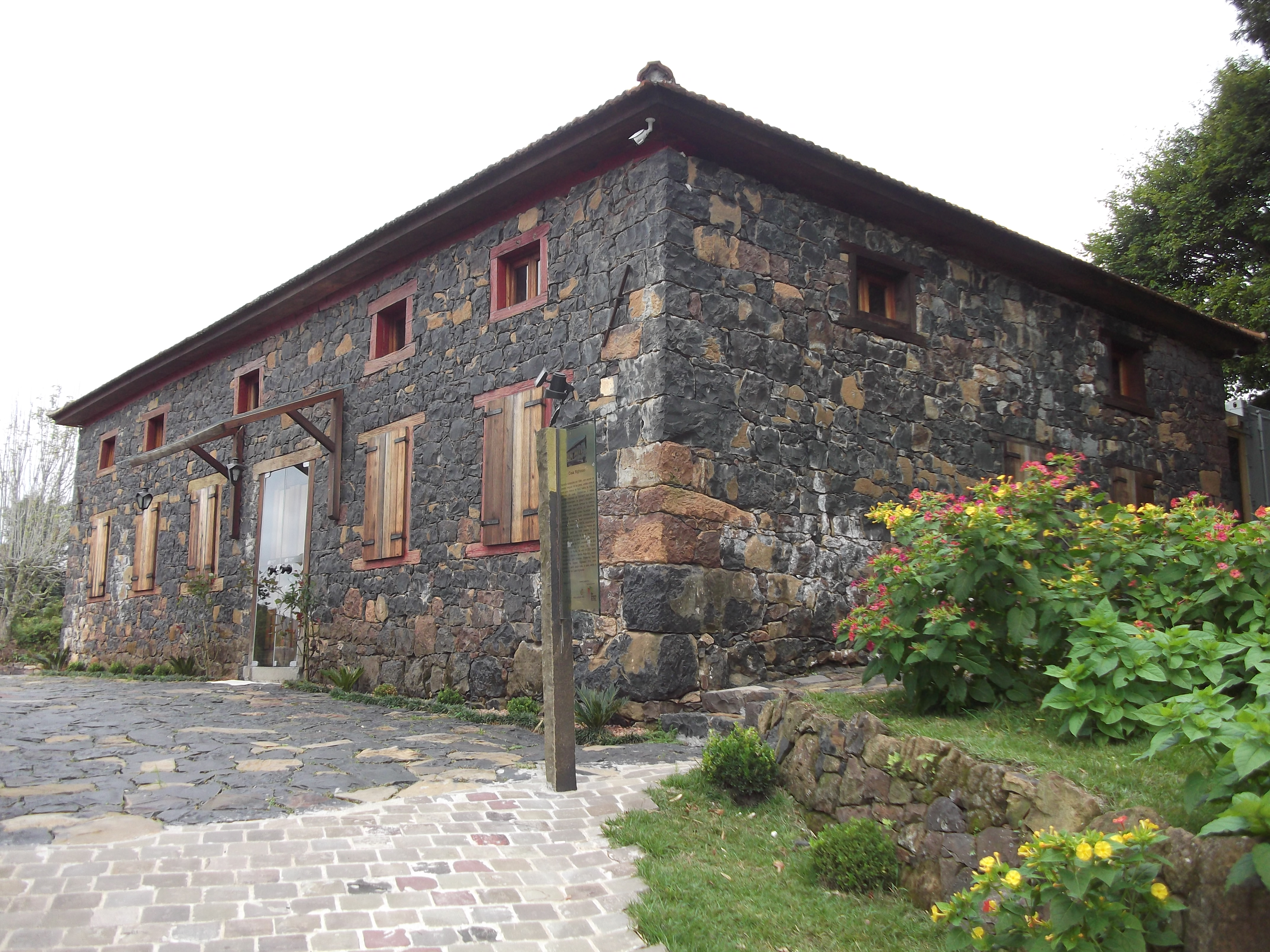
Casa Righesso, a Bento Gonçalves, importante esempio di edificio in pietra, 1889.

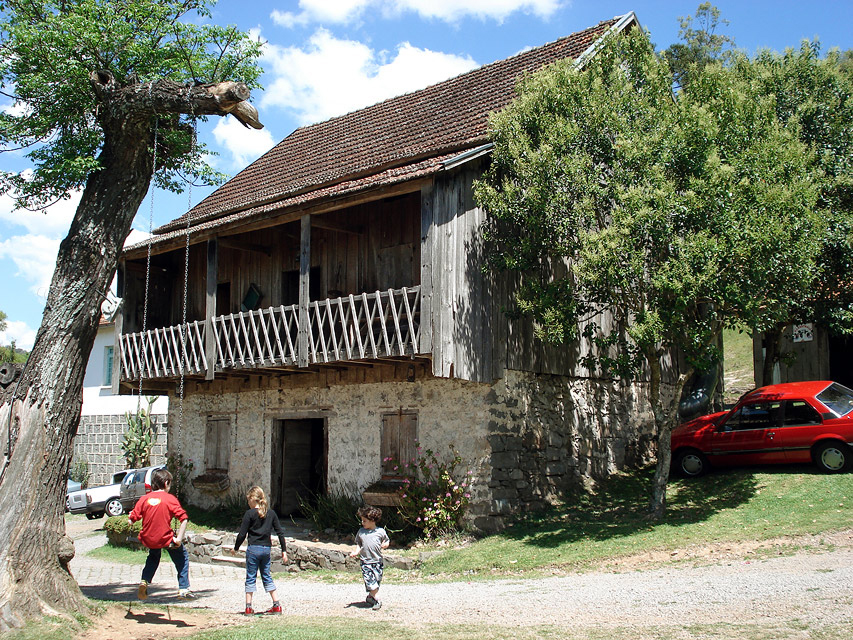
Casa mista in pietra e legno della famiglia Ballico, interno di Caxias do Sul, fine del XIX secolo

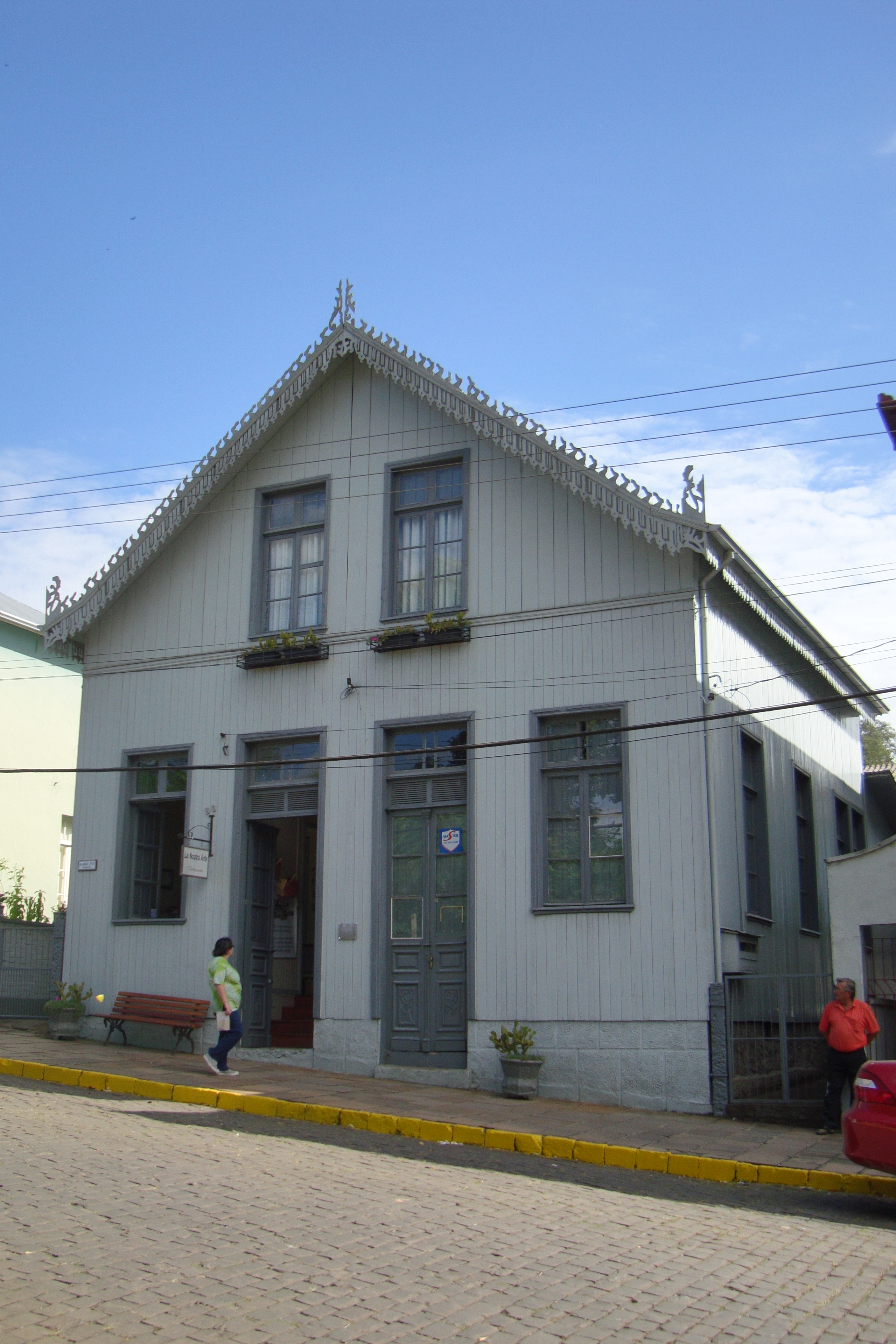
Casa di Luciano Zanella, Antonio Prado, 1919-1920

Durante le prime due fasi, le caratteristiche principali della costruzione coloniale rurale italiana sono caratterizzate dalla semplicità e dalla produzione autonoma di materiali senza alcuna tecnica specializzata. Nel quartier generale urbano, con maggiore facilità di accesso ai beni industrializzati, l'edificio divenne complesso in precedenza. Poiché la maggior parte degli immigrati proveniva dal Veneto, una regione in parte montuosa, i coloni avevano già in uso pratiche sedimentate da secoli di costruzione in pietra. Lo stesso non valeva per il legno, un materiale scarso in Italia, la cui padronanza sarebbe stata presto raggiunta. Inizialmente le pietre venivano utilizzate in natura, senza alcun equipaggiamento, riservando quelle più grandi per le fondamenta poco profonde e gli angoli. Gettate alcune file alla base, era già passato alle pareti, che salivano doppie con pietre più o meno lavorate su un lato, poste esternamente. L'intercapedine veniva riempita da una massa di terra e ghiaia. Per una maggiore stabilità, le aperture erano incorniciate da travi di legno spesse e ruvide, che incorporavano le estremità libere nella muratura. Un altro rinforzo veniva dato dalle staffe di ferro che perforavano le pareti e fissato alle barre. Con il prosperare della colonia, la lavorazione della pietra divenne più raffinata, venendo impiegata in modo così accurato da rendere la malta non più indispensabile. Nel corso di questa evoluzione compaiono altri perfezionamenti, come l'intonacatura della pietra o, se è evidente, l'uso di combinazioni di altri materiali con la pietra, in particolare mattoni e legno. La forma delle aperture diventa più varia, con l'uso di vari tipi di archi, e diversi dettagli vengono dati alla pietra, così come altre finiture visivamente interessanti.

#### Legno
Poiché il legno, oltre alla pietra, era anche un materiale abbondante, la casa di legno divenne il modello più frequente, a volte con pietra o mattoni impiegati alla base e fondamenta e legno ai livelli superiori. Secondo Posenato, nelle colonie più antiche circa l'85% delle case e quasi il 100% delle strutture adiacenti erano fatte di legno, e nelle colonie più recenti il legno era il materiale quasi esclusivo. All'inizio il legno, in particolare quello dell'allora abbondante Araucaria, veniva usato in un modo molto rustico, abbozzato con ascia e zeppa e senza molta conoscenza delle sue capacità fisiche. Ciò è dimostrato dalle dimensioni eccessive delle travi di sostegno tra il seminterrato e il piano residenziale, con casi di interi tronchi di araucaria, anche di 60 cm di diametro, per campate di sostegno di soli 5 o 6 m. Lo stesso schema è stato ripetuto a livelli più alti, sebbene con sproporzione meno pronunciata. Con una miglior conoscenza del materiale, in un secondo momento il colono iniziò a usare assi segate, da solo o beneficiando di segherie: tale tecnica consentiva una finitura più regolare e un diverso dimensionamento delle tavole secondo piani prestabiliti.
L'originalità degli edifici in legno degli immigrati italiani si rivelò nella creazione di una struttura sostenuta da uno scheletro di travi e pilastri che ha eliminato gli elementi diagonali per il rinforzo, grazie all'uso di chiodi industrializzati, che in quel momento storico sono diventati un prodotto di grande consumo. In questo modo, le assi del pavimento e della parete fungevano sia da chiusura che da rinforzo. Il miglioramento della tecnica della falegnameria fiorì soprattutto in alcune aree urbane, come ad Antonio Prado, costruendo grandi case con un ricco repertorio di elementi decorativi, sotto forma di cornicioni, balaustre, cornici, passerelle, balconi e lambrequins, che dà loro un grande valore plastico. Il più grande risultato in questa tecnica, tuttavia, l'ex chiesa madre di Cacique Doble, non esiste più.

#### Laterizi
I mattoni erano il terzo materiale da costruzione comune. Inizialmente sono stati fatti a mano e cotti in forni improvvisati o essiccati al sole, e la loro produzione manuale ha permesso di realizzare pezzi in forme speciali per usi specifici, come la facciata. Più tardi l'industrializzato ebbe la preferenza. Il mattone fu per la prima volta usato per finire le aperture nelle case di pietra, ma fu presto usato anche per l'intero edificio e fu spesso intonacato dentro e fuori con una massa di argilla e calce, o argilla e paglia frantumate. La maggiore resistenza al fuoco del materiale ha permesso alla cucina di rimanere attaccata al corpo principale di mattoni e alle case di pietra.

### Funzione

#### Residenza
Essendo la costruzione principale sia nella proprietà rurale che nella sede urbana, la residenza era il campo di massima espressione di valori estetici e simbolici legati all'architettura, nonché il tipo in cui la varietà di soluzioni tecniche ed estetiche era più ricca. La casa coloniale deriva il suo modello base dalla tradizione praticata nelle regioni montuose d'Italia, la cui topografia ricorda le condizioni della colonia brasiliana. Gli spazi costitutivi della residenza erano il seminterrato, che di solito funzionava come una mensa, il soggiorno, i dormitori, l'attico, usato come ripostiglio e talvolta come dormitorio, e il portico o ila veranda. Diversamente dal modello italiano, tuttavia, che tendeva a raggruppare le residenze in villaggi e collegare dipendenze secondarie (tra cui depositi, letamai e stalle) direttamente allo spazio residenziale in un blocco compatto, in Brasile vi era più disponibilità di spazio cosicché, considerando i fattori di igiene, la residenza era un volume indipendente, con altre dipendenze periferiche. Il clima più mite del Brasile rispetto a quello del nord Italia ha anche portato a cambiamenti adattativi nel modello ereditato per quanto riguarda l'isolamento termico e i fattori di insolazione, che sono considerati di scarsa rilevanza in Brasile. Rimasto nel frattempo, come è avvenuto in Italia, una struttura di facciata sobria ed integrata con il contesto intorno, armoniosa e regolare, con il lato di ingresso sulla strada principale. Altri elementi architettonici, come aperture, bandiere, tetti, scale, rivestimenti, nonché alcune tecniche di costruzione, tendevano a continuare la tradizione ancestrale, ma in Brasile questi elementi producevano un'architettura più razionale, più rigorosamente geometrica, più affettuosa, con schemi ortogonali e più ornati. La sua struttura è tipicamente compatta e simmetrica, ma armoniosamente modulata da un'alternanza equilibrata di pieno e vuoto.
Come in Italia, la cucina, anche se scollegata dalla residenza, è rimasta lo spazio di socializzazione più importante per i coloni italiani. La sua attrezzatura principale era il focolaro, dove era acceso il fuoco. Inizialmente il focolaro era una piattaforma bassa da terra, realizzata in materiale isolante come mattoni o pietre. Su di esso pendeva una catena uncinata che conteneva il calderone per l'ebollizione. Cappe e camini non erano una regola, e il fumo poteva semplicemente uscire attraverso un'apertura nel tetto o nel muro. Il tavolo e le sedie, centro delle riunioni di famiglia, erano molto più completi della sala della casa riservata ai visitatori; casse per conservare generi alimentari e talvolta un lavatorio, che poteva essere in una dipendenza speciale. Una dispensa indipendente poteva anche essere associata alla cucina, così come un forno per il pane. Ai focolari succedettero le stufe, poi le stufe a legna e infine quelle a gas.

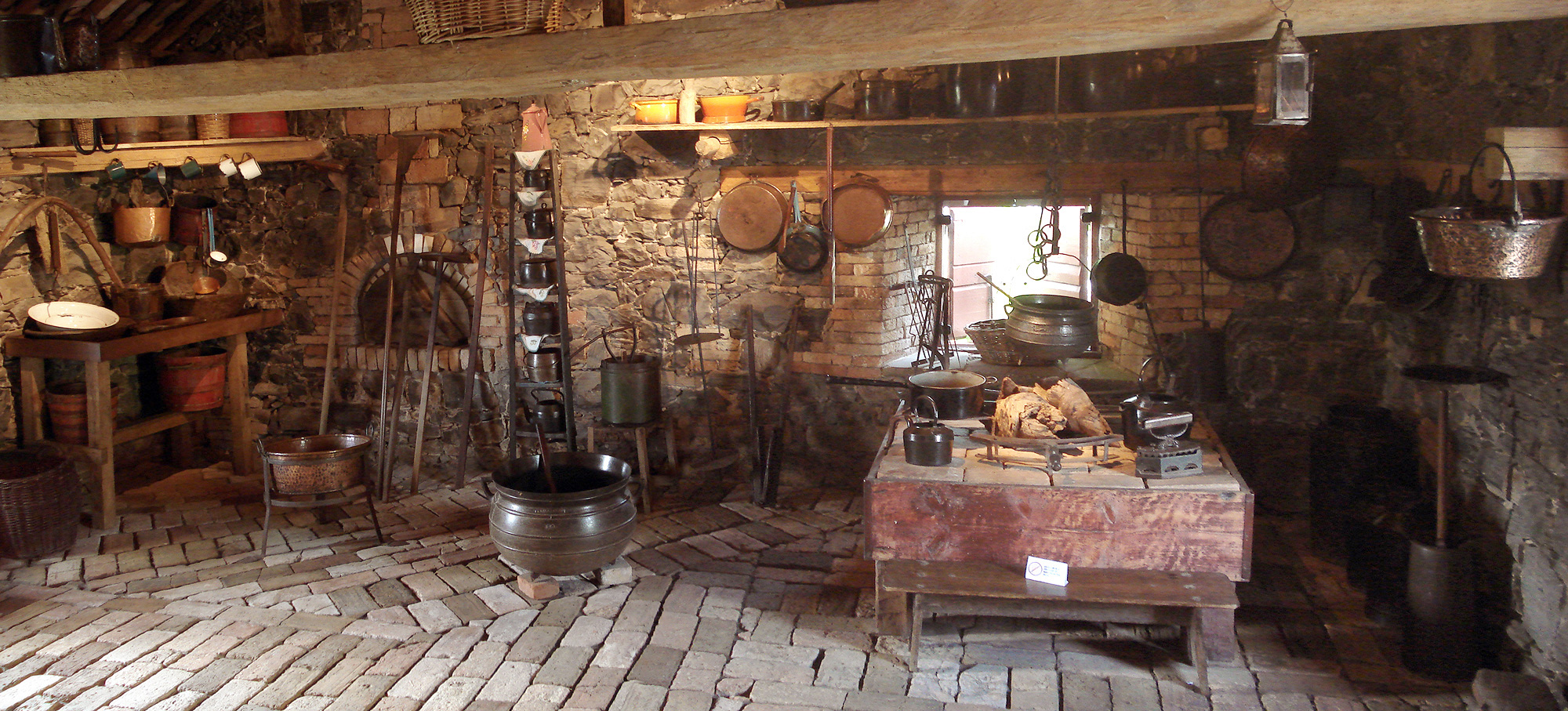
Cucina nel Museu Casa de Pedra di Caxias do Sul. L'ambiente è originale, ma non i suoi oggetti, che sono di varia origine. Tuttavia, la disposizione musealizzata non sfugge molto alla descrizione originale delle cucine coloniali

Finiture e decorazioni sono inesistenti nella prima fase e rare nella seconda, compensate, come diceva Bertussi, dall'eloquenza plastica dei materiali stessi, ma diventano più comuni nel periodo di massimo splendore. I primi ornamenti apparvero sotto forma di semplici lambrequins, modiglioni con piccole sculture, abachi con volute discrete, espandendo gradualmente il loro repertorio per produrre forme di grande raffinatezza e ricchezza visiva. Le pareti divisorie erano generalmente in legno, i soffitti rari e l'ingresso alla residenza riceveva spesso il trattamento più imponente, con scale e un piccolo portico o balaustra .
Le aperture mostrano una grande varietà di soluzioni. Tuttavia, il modello evolutivo si è sviluppato da una tendenza a aperture quadrate e piccole, con il tempo di produrre aperture verticali molto più grandi e piuttosto allungate, seguendo la tendenza di elevazione del piede destro . La forma delle porte di solito segue quella delle finestre, e la porta d'ingresso è l'elemento che stabilisce l'intera gerarchia volumetrica della facciata. Le prime finestre erano chiuse solo da due assi di legno non smaltate che si aprivano verso l'esterno. Sotto l'influenza della cultura luso-brasiliana, fu adottato il modello di finestra a ghigliottina di vetro, e in seguito una bandiera apparve sopra le aperture.

#### Case commerciali
Il profilo generale e le tecniche di costruzione utilizzate per la residenza rurale servivano anche per gli edifici commerciali dei centri urbani, con il più grande differenziale nella distribuzione e nell'uso degli spazi. Le copie più ricche potrebbero avere fino a quattro piani, disposti in una sezione per il negozio, sempre al piano terra e di solito con più di una porta d'ingresso e mensa, magazzino, stabile, sezione residenziale della famiglia del proprietario, oltre a un mangiatore e camere da letto extra per i viaggiatori e mandriani .

#### Edifici di culto
Proprio come la struttura unifamiliare strutturata come residenza, così la chiesa o la cappella strutturano l'intera comunità in ogni area. Più o meno isolati nelle loro trame, nella celebrazione religiosa i coloni hanno avuto il loro più importante punto d'incontro della comunità. Alla luce di questa importanza, le cappelle si sono moltiplicate fino al punto in cui la loro abbondanza è condannata dalle autorità ecclesiastiche, ma continuano tuttora a svolgere la stessa funzione aggregante nelle aree rurali. I primi templi furono eretti in legno, spogliati di ogni ornamento, salvo un arco occasionale nelle aperture e qualche tacca; in seguito ricevettero maggiori ornamenti.

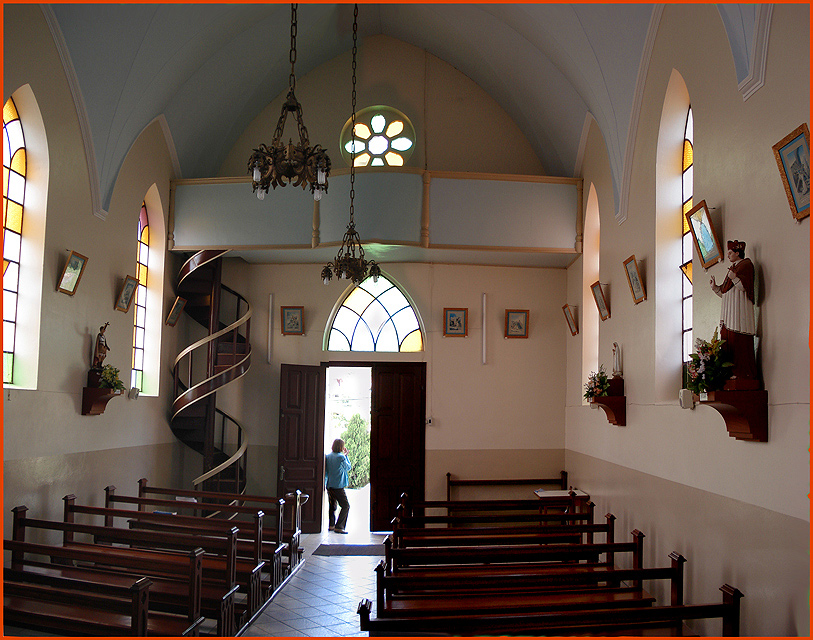
Interno della Cappella di Santo Antônio della Linea 80, 1897, in stile neogotico, un tipico esempio nella sua semplicità e nell'uso dei materiali.

Le cappelle rurali ospitavano la maggior parte del patrimonio artistico delle comunità, che sebbene scarso in molti casi, è comunque significativo e informativo, preservando e trasmettendo determinati valori storici, culturali, sociali ed estetici coltivati dalle comunità. Le loro facciate sono generalmente semplici, ma possono mostrare stili ben caratterizzati come il neogotico, uno dei preferiti e l'eclettico . Negli interni le parti più ornate sono gli altari; Alcune cappelle hanno elaborate strutture in legno intagliato e dorato costruite da artigiani specializzati come Francisco Meneguzzo, Alexandre Bartelle o Vitorino Zani, tra i più importanti della regione coloniale. La statuaria che questi piccoli templi portano di regola è di produzione locale o regionale e generalmente le loro caratteristiche seguono il gusto popolare. Ma ci sono anche esempi di fatturazione più accademica, creati dalla famiglia principalmente Zambelli, che ha fornito statue per l'intera regione. Possono avere un coro sopra l'ingresso, intagli scolpiti e vetrate e in alcuni esempi di muratura possono avere pavimenti decorati, colonne con capitelli decorati, dipinti murali e altri importanti elementi decorativi. Alcune di queste cappelle sono già state elencate dal governo, come la Cappella di Nostra Signora di Roca, a Caxias do Sul, o dichiarata patrimonio culturale dello stato, come la Cappella di Nostra Signora del Caravaggio, a Farroupilha, e la Cappella di San Romedio, anche a Caxias, ma molti sono minacciati da riforme e rivitalizzazioni arbitrarie o subiscono furti e depredazioni.
Fin dall'inizio della città, c'era un interesse per la maggiore decorazione dei templi, che tendeva anche ad essere molto più grande, come la Cattedrale di Caxias do Sul . Inoltre, anche l'estetica ha governato la costruzione di queste chiese, come quella neoclassica e quella eclettica . Un componente indispensabile del tempio era un campanile, la cui evoluzione formale accompagnava la chiesa, dall'estrema semplicità di due pali che sostenevano una piccola campana, coperta da un tetto a due falde, a una maggiore complessità e ricchezza decorativa in imponenti torri in pietra o mattoni. . Spesso una struttura indipendente, altre volte il campanile era incorporato fin dall'inizio nel blocco del tempio. Nella stessa categoria del tempio arrivano le capitali, piccole cappelle solitamente erette da individui o famiglie come ringraziamento sul ciglio della strada, crocevia e altri luoghi. Il più delle volte sono solo una nicchia chiusa, ma possono raggiungere le dimensioni della cappella con spazio per il culto all'interno. Infine, vanno menzionate le costruzioni funebri, in particolare i piccoli mausolei di famiglia, una tipologia introduttiva successiva, che imita la forma della cappella o della capitale, ma che contiene al suo interno file di nicchie per ricevere le bare.

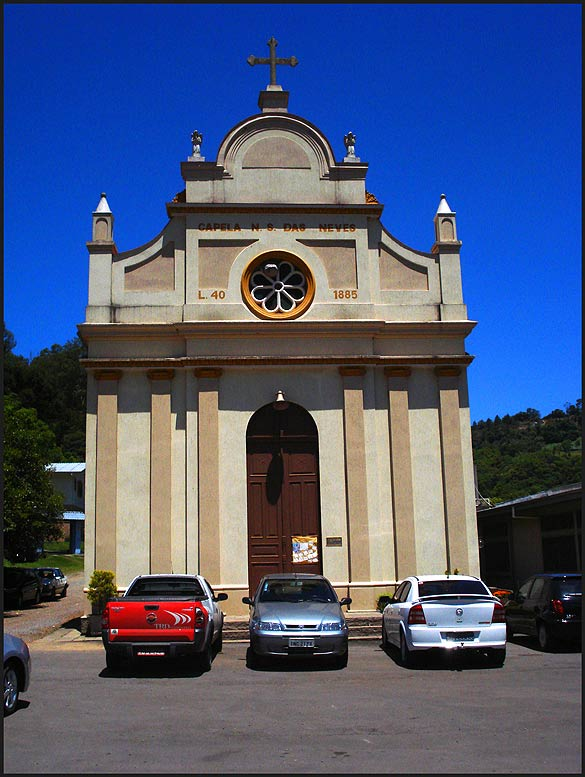
Cappella di NS das Neves, interno di Caxias do Sul, 1885
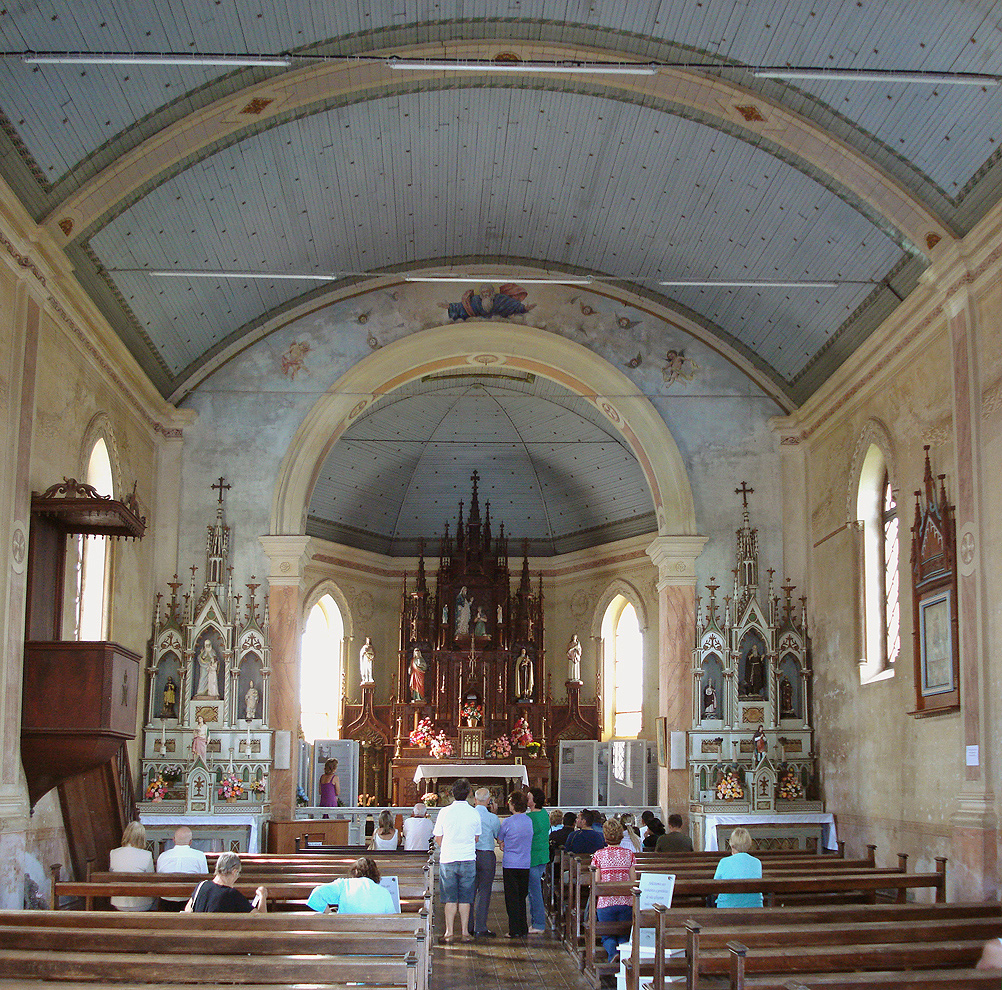
L'interno riccamente decorato dell'Antico Santuario di Nostra Signora del Caravaggio, Farroupilha, 1890, una notevole eccezione alla regola dell'austerità dell'edificio rurale.
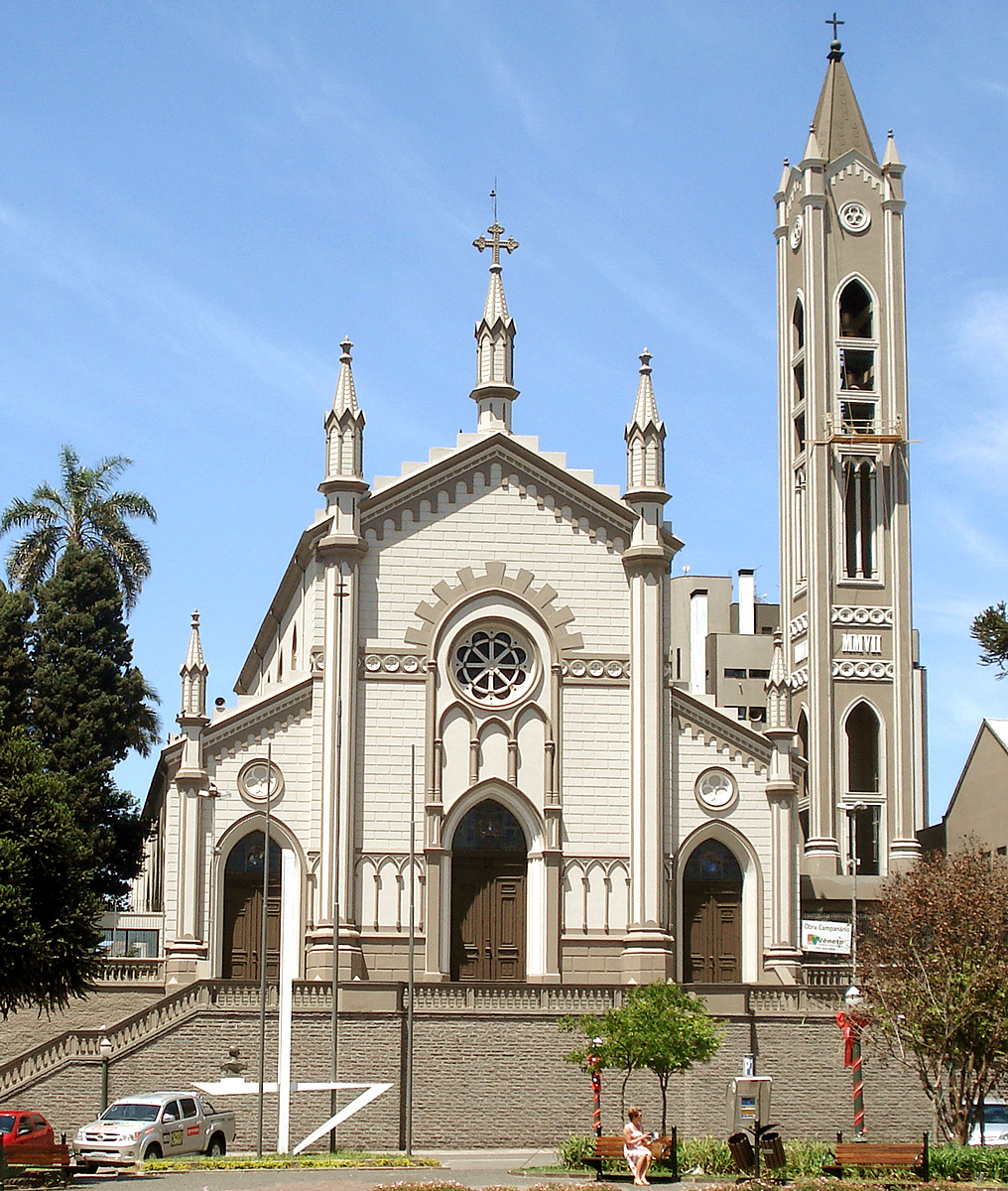
Cattedrale di Caxias do Sul, 1893-1899, decorazione della facciata nel 1914. Il campanile è contemporaneo, imitando lo stile gotico.
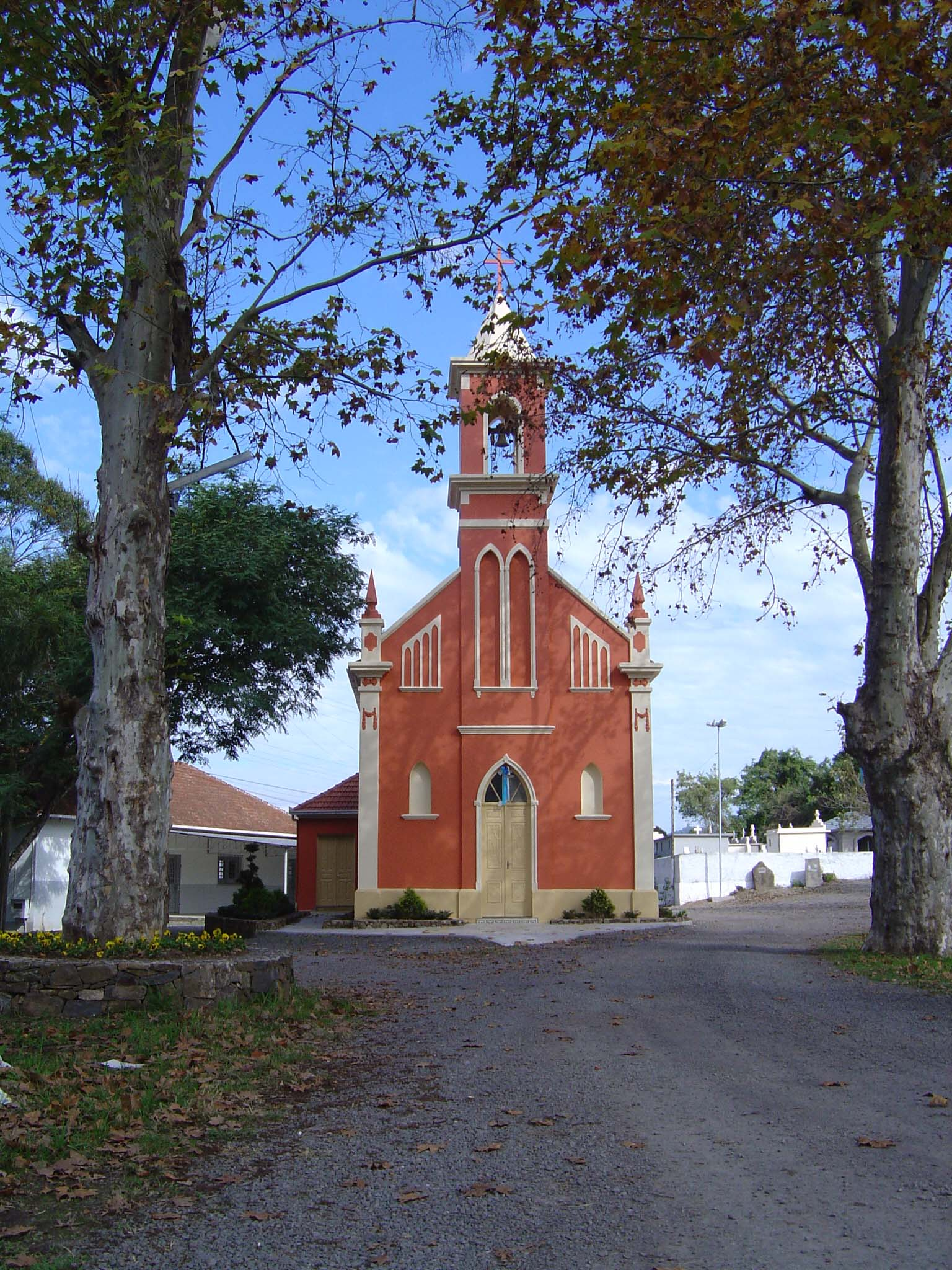
Cappella delle anime, Bento Gonçalves, 1928
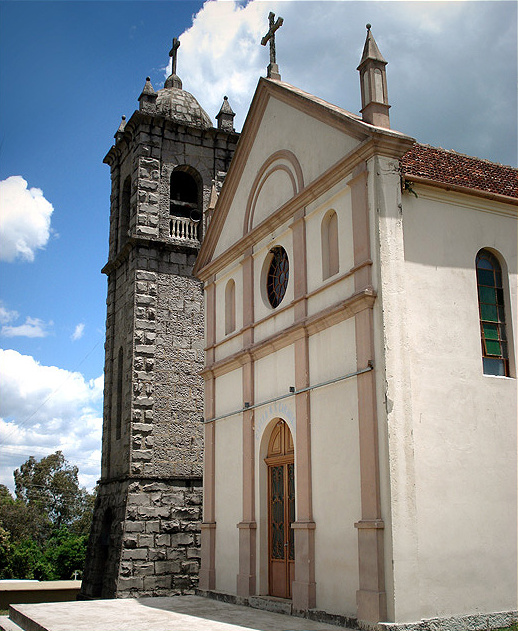
Cappella della Madonna del Caravaggio, Interno di Flores da Cunha, 1926, Campanile del 1951
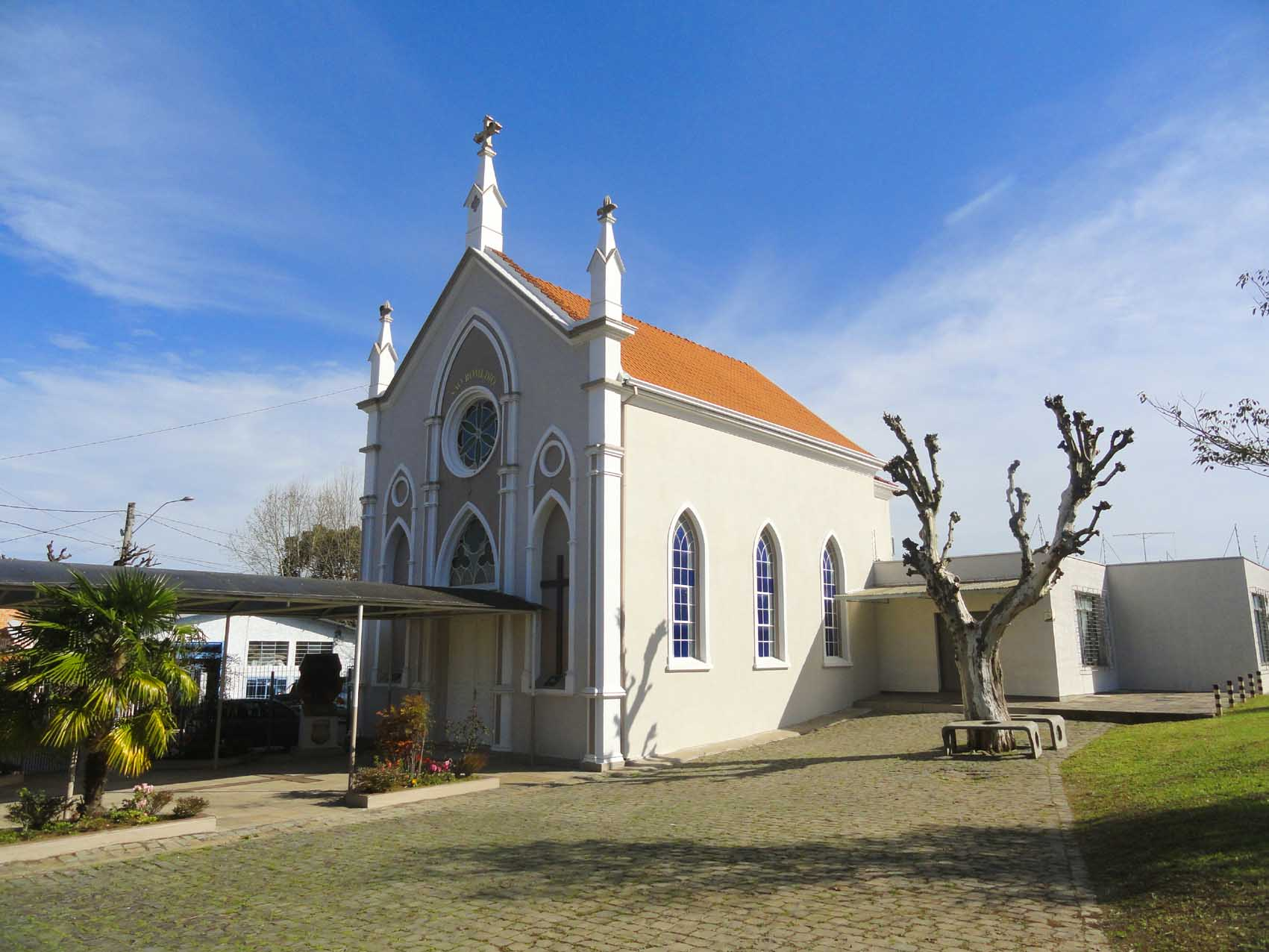
Cappella di San Romedio, Caxias do Sul, 1933
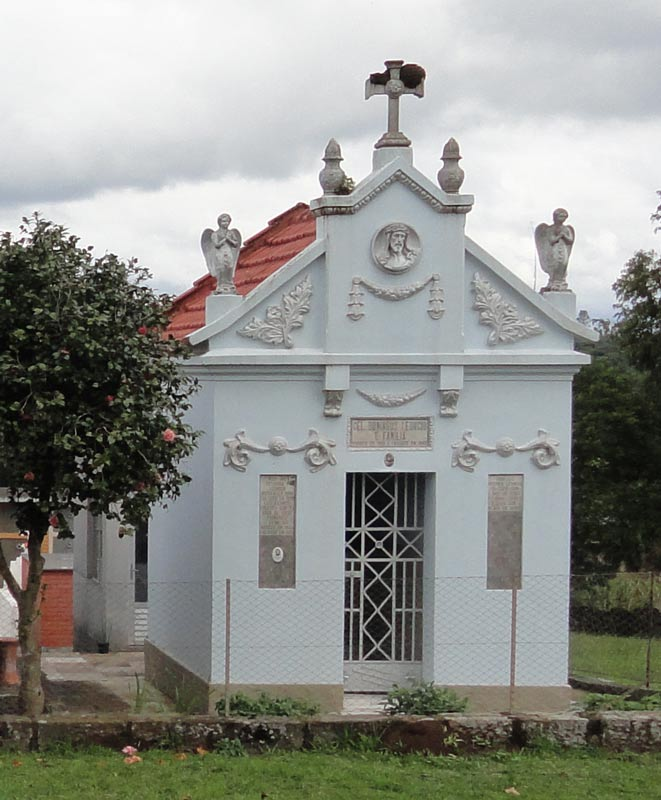
Mausoleo di famiglia nel cimitero di Santa Giustina, interno di Caxias do Sul, inizi del XX secolo
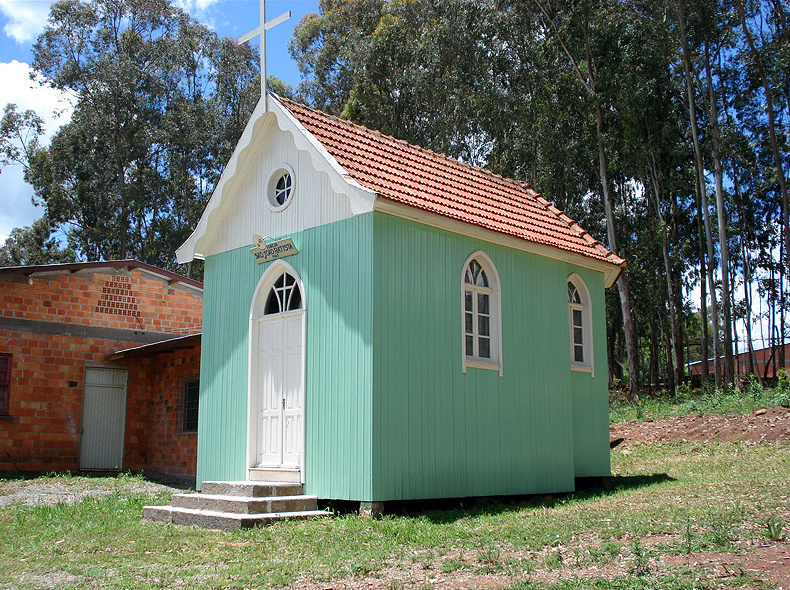
Capitale di San Giovanni, interno di Flores da Cunha, 1941

## Tutela della memoria architettonica
Il ciclo architettonico della cultura coloniale italiana, lungi dall'essere cristallizzato, rivelò una notevole adattabilità al suo contesto e periodi chiaramente differenziati, ma terminò in meno di un secolo. Questa brevità derivava dalla rapida evoluzione sociale ed economica della regione di immigrazione, ricevendo l'impatto dell'ambiente brasiliano e la rapida industrializzazione. Se nelle prime fasi l'architettura è diventata un simbolo di successo e affermazione sociale - famiglia o comunità - la terza generazione di discendenti immigrati stava già iniziando a percepire il patrimonio straniero come un ostacolo al raggiungimento della piena cittadinanza brasiliana, un processo che fu fortemente incoraggiato dal governo, al punto che durante la seconda guerra mondiale vi fu una grave repressione di tutte le manifestazioni etniche straniere, incluso il linguaggio. Ne consegue che molti degli edifici coloniali originali sono scomparsi nel XX secolo o sono stati brutalmente manomessi. La generazione più recente si divide in due tendenze: una che ha completamente perso il contatto con le sue radici italiane e una che cerca di salvarle, riaffermando con orgoglio la loro identità ancestrale come un importante contributo alla diversità della cultura brasiliana contemporanea. Questi ultimi, negli ultimi anni, sono stati in gran parte responsabili della lotta per la conservazione della memoria architettonica coloniale. Come ha detto De Biase, reinventano le loro identità nel nord Italia "non solo usando una lista di controllo dell'identità (ricerca dei loro eroi, antenati famosi, una lingua, folklore ...), ma anche mettendo questa identità sulla scena. attraverso l'architettura come mezzo di espressione per costruire un patrimonio culturale ".
Anche le istituzioni governative partecipano a questo processo di salvataggio e conservazione. Il centro storico di Antonio Prado aveva una vasta serie di edifici storici elencati da IPHAN, altre città come Caxias do Sul, Farroupilha, Bento Gonçalves, Flores da Cunha, già sviluppano programmi di conservazione e sensibilizzazione del patrimonio, facendo vari punti di riferimento e usando L'eredità architettonica degli immigrati è anche un'opzione interessante per rafforzare il turismo regionale.

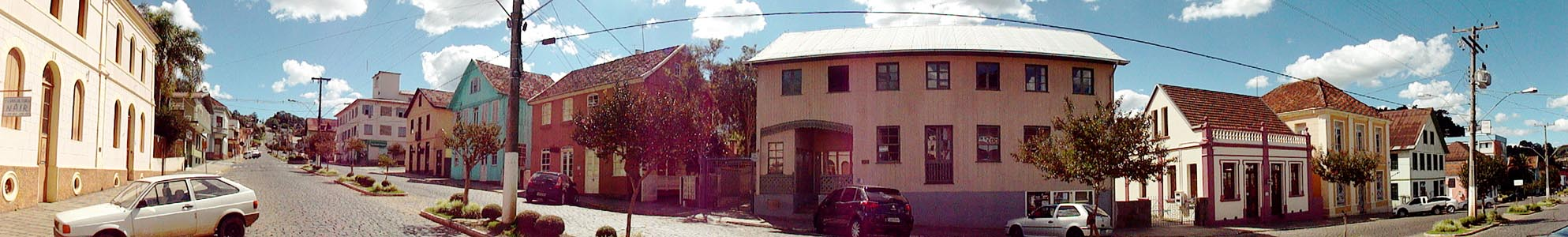
Estratto da viale Valdomiro Bocchese nel centro storico di Antonio Prado.